# Фон Эеден, Тревор
Тревор Фон Эеден (англ. Trevor Von Eeden; род. 24 июля 1959) — американский автор комиксов.

## Ранние годы
Фон Эеден родился в Джорджтауне (Гайана) и переехал в Нью-Йорк (США), когда ему было 11 лет. Увлекался рисованием с раннего подросткового возраста. На его творчество повлияли такие художники, как Нил Адамс, Джон Бьюсема и Курт Свон. Фон Эеден обучался в Колумбийском университете на медицинском факультете.

## Награды и признание
В 2010 году Фон Эеден стал послом Inkwell Award. В 2012 году он получил премию Inkpot Award.

### Archie Comics
- Blue Ribbon Comics #2, 4 (1983—1984)
- The Fly #1 (1983)

### Continuity Comics
- Armor #6 (1989)
- Megalith #4-5 (1990—1991)
- Toyboy #2-6 (1987—1988)
- Urth 4 #1-3 (1989—1990)

### DC Comics
- Adventure Comics #486, 488—489 (Dial H for Hero) (1981—1982)
- Adventures of the Outsiders #37-38 (1986)
- Arak, Son of Thunder #15 (1982)
- Batman #341-343, 345—349, 401, Annual #8 (1981—1986)
- Batman and the Outsiders #15, 21 (1984—1985)
- Batman: Joker’s Apprentice #1 (1999)
- Batman: Legends of the Dark Knight #16-20, 105—106, 149—153 (1991—2002)
- Batman: Shadow of the Bat Annual #1 (1993)
- Black Canary #1-4 (1991—1992)
- Black Canary vol. 2 #1-7, 9-11 (1993)
- Black Lightning #1-11 (1977—1978)
- Blood Syndicate #1 (1993)
- Con Edison Presents JLA Starring Batman #3 (2002)
- Detective Comics #507 (Batman); #518-519 (Batgirl); #521-522, 558 (Green Arrow) (1981—1986)
- Elseworlds 80-Page Giant #1 (1999)
- Green Arrow #1-4 (1983)
- Green Arrow vol. 2 #25, Annual #5 (1989—1992)
- Green Lantern Corps Annual #2 (1986)
- House of Mystery #295, 301, 305, 316 (1981—1983)
- Justice League America #52 (1991)
- Legends of the DC Universe #26-27 (2000)
- Mystery in Space #112-114, 116 (1980—1981)
- Outsiders #5, 11, 24 (1986—1987)
- Secret Origins #41, 43, 48, Annual #3 (1989—1990)
- Secrets of Haunted House #25, 37, 42 (1980—1981)
- Thriller #1-8 (1983—1984)
- Time Warp #5 (1980)
- The Unexpected #210-213, 219 (1981—1982)
- Vigilante #14 (1985)
- Weird War Tales #100, 102, 107 (1981—1982)
- Who’s Who in the DC Universe Update 1993 #2 (1993)
- Who’s Who: The Definitive Directory of the DC Universe #5, 11, 15, 22-24 (1985—1987)
- World's Finest Comics #248-249, 252—253, 274—275; #251, 254, 267; #254-255, 263—266, 268—270, 272—273, 276—281; #287, 305, 307 (1977—1984)

#### DC Comics/United States Postal Service
- Celebrate the Century Super Heroes Stamp Album #5-9 (1999—2000)

#### Impact Comics
- Black Hood Annual #1 (1992)
- Comet Annual #1 (1992)
- The Fly Annual #1 (1992)
- Legend of the Shield Annual #1 (1992)

#### Paradox Press
- The Big Book of Bad #1 (1998)
- The Big Book of Little Criminals #1 (1996)
- The Big Book of the Weird Wild West #1 (1998)

### Eureka Productions
- Graphic Classics African-American Classics #22 (2011)

### Gateway Comics
- Stalker #1-4 (2012—2013)

### IDW Publishing
- The Original Johnson #1-2 (2009—2011)

### Marvel Comics
- Marvel Fanfare #2 (Fantastic Four); #3 (Hawkeye) (1982)
- Power Man and Iron Fist #56-59 (1979)
- Spider-Woman #23-24 (1980)
- X-Men Unlimited #34 (2002)

### Metal Mammoth Inc.
- Heavy Metal #v25 #6, #v27 #5, #v34 #9 (2002—2011)

### Pacific Comics
- Bold Adventure #1-2 (1983—1984)

## Фильмография
| Год  | Название      | Роль            | Примечания                                       |
| ---- | ------------- | --------------- | ------------------------------------------------ |
| 2020 | Чёрная Молния | Судья Фон Эеден | Эпизод «Книга Войны. Глава третья: Освобождение» |